# Рапола (Потенца)
Рапола (итал. Rapolla) је насеље у Италији у округу Потенца, региону Базиликата.
Према процени из 2011. у насељу је живело 4007 становника. Насеље се налази на надморској висини од 465 м.

## Географија
| Клима (Рапола)           | Клима (Рапола) | Клима (Рапола) | Клима (Рапола) | Клима (Рапола) | Клима (Рапола) | Клима (Рапола) | Клима (Рапола) | Клима (Рапола) | Клима (Рапола) | Клима (Рапола) | Клима (Рапола) | Клима (Рапола) | Клима (Рапола) |
| Показатељ \ Месец        | .Јан.          | .Феб.          | .Мар.          | .Апр.          | .Мај.          | .Јун.          | .Јул.          | .Авг.          | .Сеп.          | .Окт.          | .Нов.          | .Дец.          | .Год.          |
| ------------------------ | -------------- | -------------- | -------------- | -------------- | -------------- | -------------- | -------------- | -------------- | -------------- | -------------- | -------------- | -------------- | -------------- |
| Средњи максимум, °C (°F) | 8,8 (47,8)     | 9,9 (49,8)     | 12,5 (54,5)    | 16,4 (61,5)    | 20,9 (69,6)    | 26,2 (79,2)    | 29,5 (85,1)    | 30,0 (86)      | 25,4 (77,7)    | 19,2 (66,6)    | 14,6 (58,3)    | 11,1 (52)      | 30 (86)        |
| Средњи минимум, °C (°F)  | 2,4 (36,3)     | 2,7 (36,9)     | 4,4 (39,9)     | 7,2 (45)       | 10,6 (51,1)    | 14,5 (58,1)    | 16,9 (62,4)    | 17,2 (63)      | 14,5 (58,1)    | 10,5 (50,9)    | 7,0 (44,6)     | 4,7 (40,5)     | 2,4 (36,3)     |
| [ тражи се извор ]       |                |                |                |                |                |                |                |                |                |                |                |                |                |

## Становништво
| 1931. | 1936. | 1951. | 1961. | 1971. | 1981. | 1991. | 2001. | 2011. |
| ----- | ----- | ----- | ----- | ----- | ----- | ----- | ----- | ----- |
| 3.559 | 3.782 | 4.435 | 4.465 | 4.014 | 4.072 | 4.447 | 4.648 | 4.430 |